# Hilal Amel Mostakbel Riadhi Annaba
El Hilal Amel Mostakbel Riadhi Annaba, més conegut com a HAMRA Annaba, és un club de futbol algerià de la ciutat d'Annaba. És un club diferent del USM Annaba (Union Sportive Médinat d'Annaba) creat el 1983.

## Història
El club va ser fundat el 1944 com a USM Bône (Union Sportive Musulmane de Bône). Amb la independència el nom canvià a USM Annaba (Union Sportive Musulmane d'Annaba), a causa del canvi de nom de la ciutat. El 1971 adoptà el nom actual. Fou campió nacional l'any 1964. El 1972 també es proclamà campió de copa, 2-0 a la final amb USM Alger.

## Palmarès

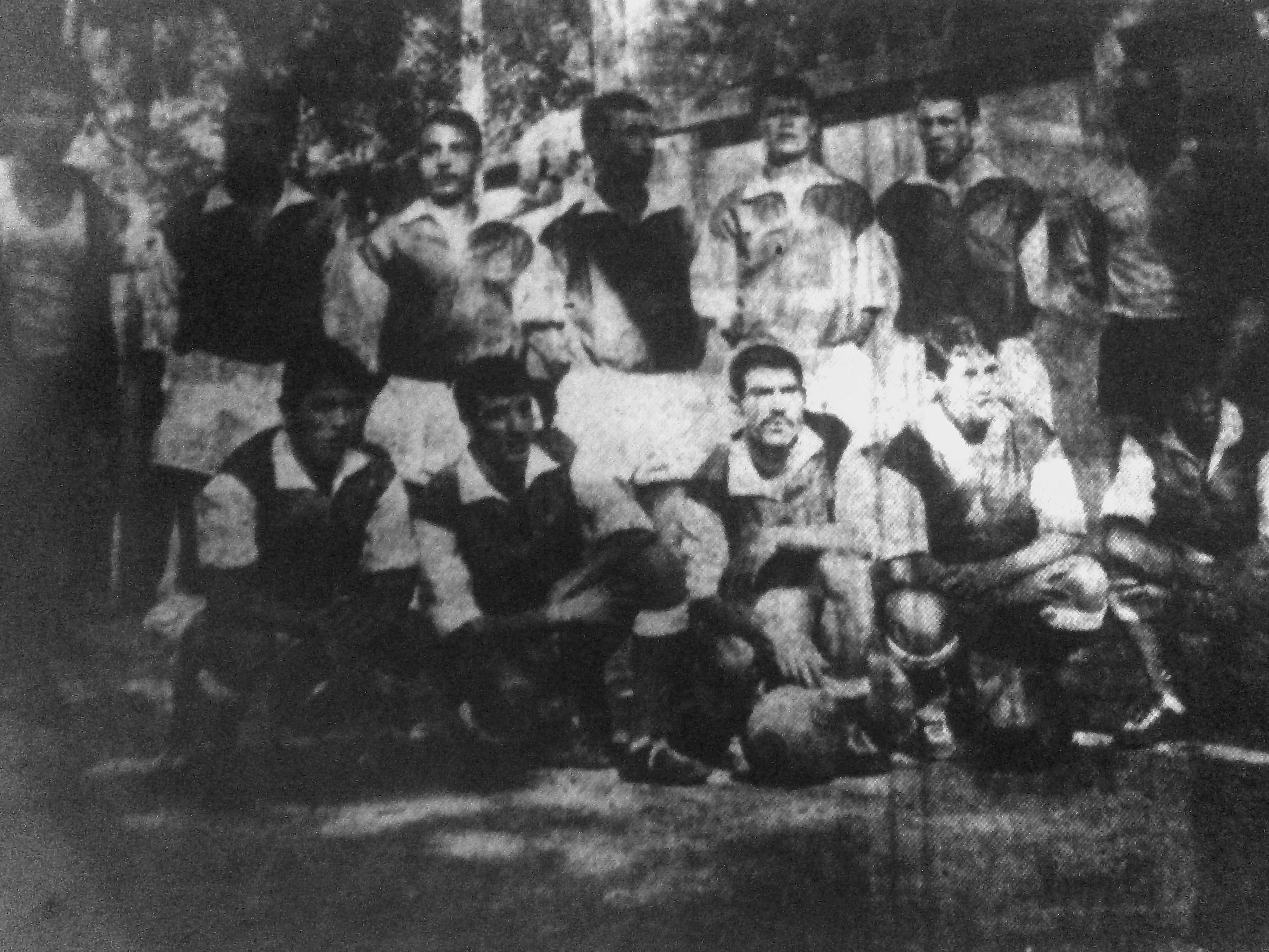
Hamra Annaba el 1963–64.

- Lliga algeriana de futbol: [4]
  - 1964

- Copa algeriana de futbol: [5]
  - 1972

- Lliga de Constantina de futbol:
  - 1945